# Наш черёд, ребята! (фильм)
«Наш черёд, ребята!» (груз. ჩვენი ჯერია, ბიჭებო) — советский цветной художественный широкоэкранный фильм, снятый на киностудии «Грузия-фильм» режиссёром Баадуром Цуладзе по сценарию Гарри Кунцева в 1986 году.
Премьера фильма состоялась 4 июля 1987 года. Картину посмотрели 800 тыс. зрителей.

## Сюжет
Георгий мечтает стать музыкантом, но его жизнь полна семейных проблем, вызванных разводом родителей и отсутствием взаимопонимания с отчимом, который пытается найти с Георгием общий язык и устраивает его работать на непыльную и доходную работу в дельфинарий, откуда он почти сразу же сбегает. Две попытки поступить в консерваторию заканчиваются провалом. Когда Георгию приходит повестка, он решает бежать от обеспеченной жизни в армию, где находит друзей, любовь и настоящий смысл жизни. В конце концов, он поступает после демобилизации из армии в консерваторию.

## В ролях
- Заза Чхеидзе — Георгий Шубладзе, рядовой
- Александр Яковлев — прапорщик Зверев
- Кира Андроникашвили — мать Георгия
- Баадур Цуладзе — отец Георгия
- Гурам Пирцхалава — Вахтанг
- Гио Хуцишвили — Тенгиз Майсурадзе
- Владимир Пинчевский — рядовой Лобов
- Олег Шишкин — рядовой Колечко
- Ильяс Гурбанов — рядовой Муминов
- Елена Цыплакова — Катя, диспетчер
- Янина Лисовская — Таня
- Маргарита Лобко — Вера
- Анатолий Афанасьев — Беляев
- Сергей Коровин — младший сержант

## Съёмочная группа
- Режиссёр: Баадур Цуладзе
- Автор сценария: Гарри Кунцев
- Оператор: Александр Гвасалия
- Художник-постановщик: Борис Цхакая
- Композитор: Михаил Одзели
- Звукорежиссёр: Михаил Инасаридзе